# Grupo Chaulinec
Grupo Chaulinec är öar i Chile.   De ligger i regionen Región de Los Lagos, i den södra delen av landet, 1 000 km söder om huvudstaden Santiago de Chile.